# Walther Bierkamp
Walther Bierkamp, även Walter Bierkamp, född 17 december 1901 i Hamburg, död 15 maj 1945 i Scharbeutz, var en tysk promoverad jurist och Brigadeführer i SS. Han var från juli 1942 till juni 1943 befälhavare för Einsatzgruppe D, en av de fyra mobila insatsgrupper som under andra världskriget mördade judar, romer, partisaner och så kallade politruker i det av Tyskland ockuperade Sovjetunionen. 

## Biografi
Bierkamp var mellan 1919 och 1920 medlem i frikåren Freiwillige Wachabteilung Bahrenfeld, som bland annat deltog i Kappkuppen i mars 1920. Under 1920-talet studerade han rättsvetenskap vid universiteten i Göttingen och Hamburg och avlade den första statsexamen 1924 och den andra 1928. Kort därefter promoverades Bierkamp till juris doktor och fick anställning som åklagare vid Landgericht Hamburg.
Bierkamp blev i december 1932 medlem i Nationalsocialistiska tyska arbetarepartiet (NSDAP). I februari 1937 inträdde han i kriminalpolisen och blev chef för denna i Hamburg. I april 1939 blev Bierkamp medlem i Schutzstaffel (SS) och var 1941–1942 inspektör för Sicherheitspolizei (Sipo) och Sicherheitsdienst (SD) (Inspekteur der Sicherheitspolizei und des SD) i Düsseldorf. För en tid tjänade han därjämte som befälhavare för Sicherheitspolizei och Sicherheitsdienst (Befehlshaber der Sicherheitspolizei und des SD) i ämbetsområdet Belgien-Nordfrankrike.

### Operation Barbarossa
I gryningen den 22 juni 1941 anföll Tyskland sin tidigare bundsförvant Sovjetunionen och inledde den omfattande Operation Barbarossa. Enligt Tysklands Führer Adolf Hitler innebar kriget mot Sovjetunionen ett ideologiskt förintelsekrig och den ”judisk-bolsjevikiska intelligentian” måste elimineras. Efter de framryckande tyska arméerna följde Einsatzgruppen, mobila insatsgrupper. Chefen för Reichssicherheitshauptamt, Reinhard Heydrich, gav insatsgrupperna i uppdrag att mörda judar, romer, partisaner, politiska kommissarier (så kallade politruker) och andra personer som ansågs hota Tredje rikets säkerhet. Beträffande insatsgruppernas massmord på judar mördades initialt endast män, men i augusti 1941 gav Reichsführer-SS Heinrich Himmler order om att massmordet även skulle inbegripa kvinnor och barn. Mellan juni och december 1941 mördades mellan 500 000 och 800 000 judiska män, kvinnor och barn.
I juli 1942 efterträdde Bierkamp Otto Ohlendorf som befälhavare för Einsatzgruppe D, som följde 11. Armee och i huvudsak opererade i södra Ukraina. Under Bierkamps befäl dödades omkring 10 000 ukrainska judar, antingen genom arkebusering eller i gasvagnar. Bland annat mördades funktionshindrade barnhemsbarn i Krasnodar och Jejsk i gasvagnar. Den 21 och 22 augusti sköts 500 judar i utkanten av Krasnodar. Under Bierkamps befäl förövades även massakrer i Mineralnyje Vody, Jessentuki, Kislovodsk och Pjatigorsk.

### 1943–1945
Bierkamp avlöste i juli 1943 Karl Eberhard Schöngarth som befälhavare för Sicherheitspolizei och Sicherheitsdienst i Generalguvernementet, den del av Polen som inte inkorporerades i Tyska riket utan ockuperades. Under en kort tid våren 1945 tjänstgjorde Bierkamp som Högre SS- och polischef i ämbetsområdet Südost med säte i Breslau.
Kort efter Tysklands villkorslösa kapitulation begick Bierkamp självmord.

## Befordringshistorik
- SS-Hauptsturmführer: 1 april 1939 (inträdde i SS med denna tjänstegrad)
- SS-Sturmbannführer: 20 april 1939
- SS-Obersturmbannführer: 15 december 1940
- SS-Standartenführer: 20 april 1940
- SS-Oberführer: 1 maj 1942
- Oberst der Polizei: 15 maj 1942
- SS-Brigadeführer und Generalmajor der Polizei: 9 november 1944

## Utmärkelser
- Krigsförtjänstkorset av första klassen med svärd
- Krigsförtjänstkorset av andra klassen med svärd
- SS-Ehrenring (Totenkopfring)